# 宮内龍汰
宮内 龍汰（みやうち りゅうた、1994年3月2日 - ）は、千葉県銚子市出身の元サッカー選手。ポジションは主にミッドフィールダー（MF）。

## 来歴
鹿島アントラーズのアカデミーで、ジュニア、ジュニアユースから2009年にユースに昇格し、同時に鹿島学園高等学校に入学した。 ユースの同期は、中川義貴、鈴木隆雅、西室隆規など。2011年には高円宮杯U-18サッカーリーグ プリンスリーグ関東にFWやMFとして出場し、チームのプリンスリーグ優勝と翌年のプレミアリーグ参入に貢献した。
2012年、鹿島アントラーズトップチームに昇格。初の銚子市出身者Jリーガーとなった。入団会見では自分の持ち味を「豊富な運動量とアグレッシブなプレーが持ち味」とアピールし、昇格後は主に守備的MFをつとめた。2014年、Jリーグ・アンダー22選抜にたびたび選抜され、J3リーグ戦10試合に出場した。一方、鹿島アントラーズでの公式戦出場は昇格後1度もなかった。2014年シーズン終了後、契約満了。2015年、法政大学キャリアデザイン学部に入学した。
2017年、東京ユナイテッドFCに加入。
2019年、某広告代理店に入社。

## プレースタイル
鹿島入団時の特徴は、豊富な運動量で攻守にわたりチームに貢献し、得点感覚にも優れることだった。

## 所属クラブ

### プロ入り前
- 2001年 - 2005年 鹿島アントラーズジュニア
- 2006年 - 2008年 鹿島アントラーズジュニアユース
- 2009年 - 2011年 鹿島アントラーズユース (鹿島学園高等学校)

### プロ入り後
- 2012年 - 2014年  鹿島アントラーズ
  - 2014年  Jリーグ・アンダー22選抜
- 2017年 -   東京ユナイテッドFC

## 個人成績
| 国内大会個人成績 | 国内大会個人成績 | 国内大会個人成績 | 国内大会個人成績 | 国内大会個人成績 | 国内大会個人成績 | 国内大会個人成績 | 国内大会個人成績 | 国内大会個人成績 | 国内大会個人成績 | 国内大会個人成績 | 国内大会個人成績 |
| 年度             | クラブ           | 背番号           | リーグ           | リーグ戦         | リーグ戦         | リーグ杯         | リーグ杯         | オープン杯       | オープン杯       | 期間通算         | 期間通算         |
| 年度             | クラブ           | 背番号           | リーグ           | 出場             | 得点             | 出場             | 得点             | 出場             | 得点             | 出場             | 得点             |
| 日本             | 日本             | 日本             | 日本             | リーグ戦         | リーグ戦         | リーグ杯         | リーグ杯         | 天皇杯           | 天皇杯           | 期間通算         | 期間通算         |
| ---------------- | ---------------- | ---------------- | ---------------- | ---------------- | ---------------- | ---------------- | ---------------- | ---------------- | ---------------- | ---------------- | ---------------- |
| 2012             | 鹿島             | 30               | J1               | 0                | 0                | 0                | 0                | 0                | 0                | 0                | 0                |
| 2013             | 鹿島             | 30               | J1               | 0                | 0                | 0                | 0                | 0                | 0                | 0                | 0                |
| 2014             | 鹿島             | 30               | J1               | 0                | 0                | 0                | 0                | 0                | 0                | 0                | 0                |
| 2014             | J-22             | -                | J3               | 10               | 0                | -                | -                | -                | -                | 10               | 0                |
| 2017             | 東京U            | 8                | 関東1部          |                  |                  | -                | -                | -                | -                |                  |                  |
| 通算             | 日本             | 日本             | J1               | 0                | 0                | 0                | 0                | 0                | 0                | 0                | 0                |
| 通算             | 日本             | 日本             | J3               | 10               | 0                | -                | -                | -                | -                | 10               | 0                |
| 通算             | 日本             | 日本             | 関東1部          |                  |                  | -                | -                | 0                | 0                |                  |                  |
| 総通算           | 総通算           | 総通算           | 総通算           | 10               | 0                | 0                | 0                | 0                | 0                | 10               | 0                |

- Jリーグ初出場 - 2014年3月30日 J3第4節 vsブラウブリッツ秋田 (秋田市八橋運動公園球技場)

## タイトル

### クラブ
鹿島アントラーズユース
- 高円宮杯U-18サッカーリーグ プリンスリーグ関東：優勝 (2011年)

鹿島アントラーズ
- ヤマザキナビスコカップ：1回 (2012年)
- スルガ銀行チャンピオンシップ：2回 (2012年, 2013年)